# Damon Bradshaw
Damon Bradshaw   (Carolina del Nord, 19 de juliol de 1972) és un antic pilot professional de motocròs nord-americà. Va competir als Campionats AMA entre el 1988 i el 1997 i en va guanyar un títol de supercross, concretament, el de 125cc de la Regió Est del 1989. A banda, va ser membre de l'equip dels Estats Units que va guanyar el Motocross des Nations dos anys seguits (1990-1991).

## Palmarès
Títols per any
| Any  | Equip  | Campionat             | Classe       |
| ---- | ------ | --------------------- | ------------ |
| 1989 | Yamaha | AMA Supercross        | 125cc (East) |
| 1990 | Yamaha | Motocross des Nations | -            |
| 1991 | Yamaha | Motocross des Nations | -            |